# آندری پره‌پلیتسا
آندری پره‌پلیتسا (رومانیایی: Andrei Prepeliță؛ زادهٔ ۸ دسامبر ۱۹۸۵)، بازیکن فوتبال اهل رومانی است.
از باشگاه‌هایی که در آن بازی کرده‌است می‌توان به استوا بخارست، باشگاه فوتبال لودوگورتس رازگراد و روستوف اشاره کرد.
وی همچنین در تیم ملی فوتبال رومانی بازی کرده‌است.